# شجاع‌الدین محمود خورشیدی
شجاع‌الدین محمود خورشیدی پانزدهمین حاکم دودمان اتابکان لر کوچک و فرزند عزالدین حسین دوم است. او پس از مرگ پدرش بر لر کوچک حکومت کرد و از نزدیکان و ملازمان اردوی ایلخانان بود نیز بود.

## حکومت
دایره المعارف بزرگ اسلامی درباره او مینویسد: «شجاع‌الدین محمود، پسر و جانشین او [عزالدین حسین دوم] برای استقرار امنیت و آسایش مردم به كار پرداخت، اما چون سخت‌گیری می‌كرد، رشتۀ امور از هم گسیخت و مردم نالان شدند و خود او سرانجام به دست ملازمانش كه آنان را آزرده بود، در سال ۷۵۰ قمری كشته شد.»

## اقدامات
شجاع‌الدین محمود در طول بیست سال حکومت خود، به مردم بسیار سخت گیری کرد و فرمان‌هایی را صادر میکرد که از عقل به دور بودند و همین موجب شد که مردم از دست وی به ستوه بیایند. معینی نطنزی در کتاب منتخب التواریخ مینویسد:
وی طی دستوری همۀ کشاورزان را موظف کرد پس از اتمام کار، آلات کشاورزی را به خانه نیاورند و در مزارع باقی گذارند. پیشه‌وران و کسبه نیز دکان‌های خود را نبندند و باغات و بستان‌ها نیازی به محافظت ندارند. گله‌های گوسفندان و سایر چهارپایان نیز بدون محافت چوپانان و گله‌بانان باشند.  —معینی نطنزی، منتخب التواریخ

## مرگ و جانشینی
به دلیل ستم‌های بسیار و بی‌تدبیری فراوان شجاع الدین محمود، سر انجام وی با توطئه یارانش به قتل رسید و از آنجا که افراد بیشماری در قتل او دست داشتند، هیچکس به خونخواهی او برنخواست. پس از مرگ شجاع الدین محمود فرزندش ملک عزالدین حسین سوم که ۱۲ سال بیشتر نداشت بر تخت نشست.